# Infix
infix（インフィクス）は、1992年3月21日にデビューした、日本のロックバンドである。

## 概要
1987年に結成された5人編成のロックバンド「THE NEWS」を前身とし、1992年シングル「Romancing Journey」とアルバム「青春楽団」の同時リリースでデビュー。以後アニメやドラマ、バラエティ番組の主題歌などを多数手がけた他、ボーカルの長友仍世のラジオパーソナリティとしての活動が注目を集めた。
1998年にドラムの大神豊治とベースの野間口ヒロシが「細胞分裂」（脱退）した後は長友とギターの佐藤晃の2人体制に移行。これを境に新曲のリリースの頻度が落ちたものの、現在でも精力的に活動を続けている。代表的な曲として1993年にリリースされた「WINNERS FOREVER〜勝利者よ〜」や、1994年リリースの「傷だらけの天使になんてなりたいとは思わない」等がある。
デビュー10周年の2002年にはメンバー全員が参加したライブを渋谷DESEOにて敢行し即SOLD OUTとなり徳間ジャパン系列より初の完全ライブアルバム「LIVE By LIVE」リリース。
デビュー20年の2012年には記念の特別盤CD「零時の扉」をリリース。
(ワーナーミュージックジャパン)
初回盤はこれまでに例を見ない大型CDとしてリリースされジャケットにはこれまで松本零士氏が描いたほぼ全ての宇宙船などのメカが掲載されている。
漫画家松本零士氏監修のイベント「零士サミット」テーマソングとしてそこには同氏が掲げる未来感や平和感など漫画とリンクする壮大な世界観が投影されている。
その後はデビュー当初のメンバー4人体制に戻り、ライブやリリース、デビュー25周年記念のライブや作品を発表する。
2022年3月21日にはデビュー当時と変わらない長友、佐藤、大神、野間口のメンバー4人で『デビュー30th Anniversary』ライブを「SHIBUWA TAKEOFF7」にて開催し同時にメンバー全員が1曲ずつ書き下ろした記念CD「infix 30th Anniversary」を発表する。
現在はそれぞれのソロやプロデュース、楽曲提供、後進の育成など個々の活動にも力を入れている。

## メンバー
現メンバー
| メンバー                         | 生年月日              | 出身地 | 担当     |
| -------------------------------- | --------------------- | ------ | -------- |
| 長友仍世 （ながとも じょうせい） | 1965年10月7日（59歳） | 福岡県 | ボーカル |
| 佐藤晃 （さとう あきら）         | 1965年5月20日（60歳） | 宮崎県 | ギター   |
| 大神豊治 （おおがみ とよはる）   | 1967年1月22日（58歳） | 福岡県 | ドラム   |
| 野間口ヒロシ （のまぐち ひろし） | 1968年9月14日（56歳） | 福岡県 | ベース   |

## バンド名
デビュー前年の1991年に「INFIX（インフィクス）」に変更。片仮名表記で「インフィックス」と“ッ”が入るのは誤り。変更前のバンド名は「THE NEWS」。
アルファベット表記は1993年までは大文字で「INFIX」、もしくは片仮名表記。1994年から小文字の「infix」表記を兼用。1995年から正式に「infix」へ変更。以降、大神、野間口脱退まで「infix」で統一されていた。
2人体制になってからは必ずしもどちらかに限定されておらず、「Infix」と頭文字のみ大文字で表記される時もある。

## 年譜・エピソード
日付や数字は、ファンクラブ会報による発表に基づく。

### 1987～1989年（結成～上京）
1987年、福岡県久留米市で前身である「THE NEWS」を結成。当時は5人編成であり、ファンクラブ会報「INFINITY」にも当時の写真が掲載されていた。結成記念ライブでの1500人を皮切りに、小さな会場でも200人を動員するなど、地方のアマチュアバンドとしては相当の人気であった。しかし、「ラジ王」の中で長友がこれらの数字は全てゼロを1つずつ加えひと桁ずつ下駄を履かせた数字であると語った。
九州時代は練習場所を借りる費用もままならず、筑後川の河原や、有明海の海岸で練習していた。男4人でコーラスの練習をする様は異様だったのか、警官に職務質問を受けたこともあるらしい。
大神の実家の呉服屋は比較的広く、しばしば曲作りでメンバーが集まっていた。大神宅で「シンデレラ・タイム」のサビが出来た時に、忘れないようにとすぐ録音していると、丁度サビの部分で大神の父親が怒鳴り込んで来たという話はラジオやライブ等で度々ネタにされている。1stアルバム『青春楽団』や2ndアルバム『JUST A HERO』には、この他にも大神宅で作られた曲がある。
1989年、長友、佐藤、大神、野間口の4人で上京するも、スカウトマンに騙されていた事が判明。無一文の4人は音楽どころではなくなり、楽器を売り払ったり、アルバイトに勤しむ日々が続く。

### 1990～1992年（活動再開～デビュー）
1990年
偶然立ち寄った爬虫類ショップで、食うや食わずの生活に憔悴しこの頃メンバーの中では心中しようという話も起きていたがその姿を心配され、食事を始めあらゆる施しを受ける。更にTHE ALFEEの坂崎幸之助や風見しんごを紹介してもらうなど、音楽活動への人脈的支援を受け、デビューへ向けて急速な追い風となる。
事務所がTHINK（シンク）に決定。
1991年
バンド名を「INFIX」と改称。都内ライブサーキットを行う。観客がメンバーの数を下回る会場もあり、苦難の日が続くが、最終日の渋谷エッグマンが予想外の大入り。
レコード会社がアポロンに決まる。
関東各地でライブサーキットを行う。観客数が確実に増加していった。東京・大阪・名古屋でライブを行う。観客は名古屋で200人を超え、大阪では400人近く動員した。12月10日の千秋楽の会場は日本青年館で、デビュー前としては異例であり、更にXのTOSHIがゲスト出演するという豪華なもので1230人動員。
1992年
3月21日、シングル「Romancing Journey」とアルバム『青春楽団』の同時リリースでデビュー。2ndシングルまで坂崎幸之助がプロデュースした。
続いて長友がJFN系全国ネット（Bライン）「FMナイトストリート～パジャマプレス」月曜日担当となる。この番組の前担当は哀川翔であり、番組を引き継いだ当初は、女性が大半を占めるinfixのファンと哀川のファンである元々の番組リスナーのあまりの違いに戸惑った旨のコメントを残している。同番組は同年3月のFM富士のJFN離脱以降首都圏での聴取が困難となっており、これがinfixの中央での認知が遅れる大きな原因となった。

### 1993～1997年（全盛期）
1993年
4月、映画『仮面ライダーZO』の主題歌と挿入歌を担当。続いて4枚目のシングル「WINNERS FOREVER〜勝利者よ〜」がテレビ朝日系アニメ『機動戦士Vガンダム』のエンディング・テーマとなり、初めてCD売上10万枚を超えた（オリコン最高位38位で、100位圏内に初めてランクイン）。
このヒットにより、テレビ朝日系の音楽番組『ミュージックステーション』への出演の話が持ち上がるが、同日に同じレコード会社アポロン所属（当時）の徳永英明、class、KIX-Sの出演が重なり、同一会社から多数の出演はできないため、“序列”でinfixが外されたと長友が何度か語っている。
1994年
当時AラインとBラインに分かれていたJFNの深夜枠が統一され、4月より『ラジ王』が新たにスタートした。長友はパジャマプレスに引き続き、月曜日を担当。東京を含む実質的な全国ネットとなる。
また同じく4月から日本テレビ系金曜20時ゴールデンタイムで放送が開始されたドラマ『西遊記』の主題歌「傷だらけの天使になんてなりたいとは思わない」と挿入歌「100万光年の彼方」を担当。ドラマ自体が低視聴率に終わり、大ブレイクとはならなかったが、「傷だらけ～」は約30万枚（オリコン最高位：17位）、「100万光年～」は約15万枚（オリコン最高位 30位）と、「WINNERS～」の売上を上回った。またこの両曲のCDジャケットで、小文字表記の「infix」が初めて使用される。しかし、『西遊記』が当時『ミュージックステーション』の裏番組に当たっていたため、infixは再び出演の機会を逸する事となり、現在にいたるまで同番組には出演していない。
1995年
2月、長友が月曜を担当していた『ラジ王』が終了し、デビューから続けていたラジオレギュラーが一旦途切れる。
全会場入場無料のフィルム&アコースティックツアー“INFINITY”を敢行。
1997年
11枚目のシングル「answer」でNHK「ポップジャム」に出演。地上波での全都道府県ネットの音楽番組出演はこれが初めてである。

### 1998年～（「細胞分裂」～2人体制）
1998年
3月14日から3月28日まで『Break the Silence』ツアー。最終日の赤坂BLITZが、4人体制での最後の活動となった。3月31日、研音との契約が終了。この時点ではまだ移籍先は未定であった。
4月1日、infixが充電期間に入る。その2週間後の4月14日、充電期間の間個別に活動することが決まる。大神、野間口の脱退までに4人が集まった最後の日である。7月に発行されたファンクラブ会報「INFINITY」にて、ファンへ大神、野間口の細胞分裂（脱退）が報告された。
10月1日、レコード会社が「徳間ジャパンコミュニケーションズ」、事務所が「ズームリパブリック」に決定、ここに2名体制での“新生infix”がスタートした。

## “オーディエンス”
infixは、自身の音楽活動に対してのファンの呼称としてもっぱら“オーディエンス”という言葉を用いる。ただし、ラジオパーソナリティとしての活動や、ラジオ番組そのもののファンに対しては、この語を用いない。

## ディスコグラフィー

### シングル
|                                          | 発売日         | タイトル                                   | カップリング                             | 形態         | 製造番号   | 順位     |
| アポロン                                 | アポロン       | アポロン                                   | アポロン                                 | アポロン     | アポロン   | アポロン |
| ---------------------------------------- | -------------- | ------------------------------------------ | ---------------------------------------- | ------------ | ---------- | -------- |
| 1st                                      | 1992年3月21日  | Romancing Journey                          | COOL EYE'S                               | 8cmCD        | BCDA-13    | 圏外     |
| 2nd                                      | 1992年6月21日  | 愛しい人へ〜眠れぬ愛しい君へ〜             | FRIDAY NIGHT GIG                         | 8cmCD        | BCDA-15    | 圏外     |
| 3rd                                      | 1992年11月21日 | KEEP ON ROCK'N ROLL〜俺達の時代〜          | SLOW DOWN                                | 8cmCD        | APDA-73    | 圏外     |
| 4th                                      | 1993年4月5日   | 愛が止まらない                             | 微笑みの行方                             | 8cmCD        | APDM-5001  | 圏外     |
| 5th                                      | 1993年4月21日  | WINNERS FOREVER〜勝利者よ〜                | 明日に向かって!!〜RUN FOR THE TOMORROW〜 | 8cmCD        | APDA-84    | 38位     |
| 6th                                      | 1994年6月13日  | 傷だらけの天使になんてなりたいとは思わない | 草原のユーフォリア                       | 8cmCD        | APDA-108   | 16位     |
| 7th                                      | 1994年6月13日  | 100万光年の彼方                            | WHEEL IN THE SKY                         | 8cmCD        | APDA-109   | 30位     |
| 8th                                      | 1995年3月8日   | We're Alive                                | Get the truth!                           | 8cmCD        | APDA-132   | 50位     |
| 9th                                      | 1995年7月10日  | Starting Over                              | 涙のハーバーライト                       | 8cmCD        | APDA-147   | 74位     |
| 10th                                     | 1996年1月29日  | 涙・抱きしめて                             | Gambling Love                            | 8cmCD        | APDA-166   | 28位     |
| バンダイ・ミュージックエンタテインメント |                |                                            |                                          |              |            |          |
| 11th                                     | 1996年9月21日  | 涙を味方にして                             | DEVIL                                    | 8cmCD        | APDA-185   | 39位     |
| 12th                                     | 1997年2月17日  | answer                                     | Break Out                                | 8cmCD        | APDA-208   | 49位     |
| 13th                                     | 1998年1月28日  | STILL ALONE                                | MISS YOU                                 | 8cmCD        | APDA-239   | 64位     |
| 徳間ジャパンコミュニケーションズ         |                |                                            |                                          |              |            |          |
| 14th                                     | 1999年4月21日  | Imaginary Girl                             | JULIA                                    | 8cmCD        | TKDA-71594 | 97位     |
| 15th                                     | 2000年7月26日  | RUN FOR…                                   | UNIVERSE #3                              | MAXIシングル | TKCA-71952 | 圏外     |
| 15th                                     | 2000年7月26日  | RUN FOR…                                   | Born Free (acoustic ver.)                | MAXIシングル | TKCA-71952 | 圏外     |
| 16th                                     | 2001年5月23日  | Rolling Dice                               | I Don't Know Why                         | MAXIシングル | TKCA-72125 | 圏外     |
| 16th                                     | 2001年5月23日  | Rolling Dice                               | WILD HORSES                              | MAXIシングル | TKCA-72125 | 圏外     |
| ネオプレックス                           |                |                                            |                                          |              |            |          |
| 17th                                     | 2002年4月20日  | 風の彼方に〜Live.believe the future〜      | To those who loved me                    | MAXIシングル | KIMS-0230  | 圏外     |
| 17th                                     | 2002年4月20日  | 風の彼方に〜Live.believe the future〜      | ひとり 〜on the road alone〜             | MAXIシングル | KIMS-0230  | 圏外     |
| 18th                                     | 2004年1月1日   | JUSTICE〜我ニモマケズ〜                    | 君がいたから                             | MAXIシングル | RICK-1001  | 圏外     |
| 18th                                     | 2004年1月1日   | JUSTICE〜我ニモマケズ〜                    | Restoration                              | MAXIシングル | RICK-1001  | 圏外     |
| フロンティアワークス                     |                |                                            |                                          |              |            |          |
| 19th                                     | 2007年6月27日  | ACTIVE BOY                                 | Stereo Tears〜成層圏の瞳〜TRUTH MIX      | MAXIシングル | FCCF-0002  | 圏外     |
| ワーナーミュージック・ジャパン           |                |                                            |                                          |              |            |          |
| 20th                                     | 2012年6月27日  | 零時の扉 (松本零士のテーマ)                | The Way of Victory                       | MAXIシングル | WPCL-11101 | 圏外     |
| 20th                                     | 2012年6月27日  | 零時の扉 (松本零士のテーマ)                | 愛のカタチ                               | MAXIシングル | WPCL-11101 | 圏外     |
| infix Records                            |                |                                            |                                          |              |            |          |
| 21st                                     | 2016年11月25日 | カギかけロックの唄                         |                                          | MAXIシングル | INCD-0001  | 圏外     |
| 22nd                                     | 2017年10月14日 | Sailing                                    |                                          | MAXIシングル | INCD 1001  | 圏外     |
| 23rd                                     | 2019年6月29日  | 星空～hoshizora～                          |                                          | MAXIシングル | INCD 1002  | 圏外     |

### オリジナルアルバム
|                                          | 発売日         | タイトル          | 製造番号   | 順位     |
| アポロン                                 | アポロン       | アポロン          | アポロン   | アポロン |
| ---------------------------------------- | -------------- | ----------------- | ---------- | -------- |
| 1st                                      | 1992年3月21日  | 青春楽団          | BCCA-20    | 圏外     |
| 2nd                                      | 1992年11月21日 | JUST A HERO       | BCCA-71    | 圏外     |
| 3rd                                      | 1993年11月12日 | INNOCENT AGE      | BCCA-94    | 圏外     |
| 4th                                      | 1994年7月21日  | MOTHERLAND        | BCCA-113   | 39位     |
| バンダイ・ミュージックエンタテインメント |                |                   |            |          |
| 6th                                      | 1997年5月24日  | ANSWER            | BCCA-186   | 圏外     |
| 5th                                      | 1998年3月5日   | Break the Silence | BCCA-208   | 圏外     |
| 徳間ジャパンコミュニケーションズ         |                |                   |            |          |
| 6th                                      | 2001年6月27日  | thousand dreams   | TKCA-72152 | 圏外     |

### ミニアルバム
|                                  | 発売日                           | タイトル                         | 製造番号                         | 順位                             |
| 徳間ジャパンコミュニケーションズ | 徳間ジャパンコミュニケーションズ | 徳間ジャパンコミュニケーションズ | 徳間ジャパンコミュニケーションズ | 徳間ジャパンコミュニケーションズ |
| -------------------------------- | -------------------------------- | -------------------------------- | -------------------------------- | -------------------------------- |
| 1st                              | 2000年2月23日                    | Naive                            | TKCA-71862                       | 圏外                             |
| ネオプレックス                   |                                  |                                  |                                  |                                  |
| 2nd                              | 2004年7月21日                    | Gold Dust Silver Moon            | NPPX-55                          | 圏外                             |

### ベストアルバム
|                                          | 発売日         | タイトル                                   | 製造番号   | 順位     |
| アポロン                                 | アポロン       | アポロン                                   | アポロン   | アポロン |
| ---------------------------------------- | -------------- | ------------------------------------------ | ---------- | -------- |
| 1st                                      | 1995年7月24日  | INFINITY 〜INFIX Special Self Selection〜  | APCA-143   | 96位     |
| バンダイ・ミュージックエンタテインメント |                |                                            |            |          |
| 2nd                                      | 1998年11月20日 | SINGLES 1992〜1998                         | APCA-250   | 圏外     |
| 徳間ジャパンコミュニケーションズ         |                |                                            |            |          |
| 3rd                                      | 2001年8月22日  | JAPS -JYOSEI and AKIRA Personal selection- | TKCA-72198 | 圏外     |
| Lantis                                   |                |                                            |            |          |
| 4th                                      | 2006年3月24日  | WINNERS FOREVER 21st century               | LACA-5506  | 圏外     |

### ライブアルバム
|         | 発売日        | タイトル          | 製造番号  | 順位    |
| Be Nice | Be Nice       | Be Nice           | Be Nice   | Be Nice |
| ------- | ------------- | ----------------- | --------- | ------- |
| 1st     | 2002年12月4日 | LIVE BY LIVE 2002 | BNCR-0003 | 圏外    |

### ビデオ・DVD
ビデオ
1. Break the Silence Gambling Road '98 1998.3.28 AKASAKA BLITZ Live Complete（1998年 INVC-0001）
2. Break the Silence Recording & Tour（1998年 INVC-0002）

DVD
1. index of infix vol.1（2004年10月6日 NPPX58）
2. infix 20th Anniversary Live & Movie（2012年3月21日）
3. infix 25 Anniversary & Reborn LIVE DVD（2018年6月30日）
4. infix Gambling Road 2019 ～June bright～ DVD（2020年9月13日）

### INFIXの逆襲!!
「INFIXの逆襲!!」とは、デビュー前のINFIXがライブ会場などで観客に無料配付したプロモーションカセットテープである。ここでの“逆襲”とは、インチキスカウトマンに騙されるなどした、そういった業界全体に対して向けられた言葉。
INFIXの逆襲!! Vol.1
（1991年4月7日収録）
主な内容
「ガタガタ物語」ほか
- 収録曲
  - 危険なボーダーライン
  - 涙のハーバーライト
  - おやすみ
  - 気分はCOOL
  - シンデレラ・タイム
  - FRIDAY NIGHT
- ゲスト出演: 坂崎幸之助、星野由妃

INFIXの逆襲!! VOL.2
（1991年6月25日収録）
主な内容
デビュー決定、日本青年館ライブ、F.C.発足等告知
- 収録曲
  - 危険なボーダーライン
  - MISS HEART BREAK
  - 涙のハーバーライト
  - おやすみ
- ゲスト出演: TOSHI（X）

INFIXの逆襲!! VOL.3
（1991年9月18日収録）
主な内容
デビューCD発売日決定、ライブ告知
- 収録曲
  - 危険なボーダーライン
  - 涙のハーバーライト
  - Romancing Journey
  - 愛しい人へ～眠れる愛しい君へ～

## タイアップ一覧
| 使用年 | 曲名                                       | タイアップ                                                                      |
| ------ | ------------------------------------------ | ------------------------------------------------------------------------------- |
| 1993年 | 愛が止まらない                             | 映画『仮面ライダーZO』主題歌                                                    |
| 1993年 | 微笑みの行方                               | 映画『仮面ライダーZO』挿入歌                                                    |
| 1993年 | WINNERS FOREVER〜勝利者よ〜                | テレビ朝日系アニメ『機動戦士Vガンダム』前期エンディングテーマ（第1話 - 第31話） |
| 1994年 | 傷だらけの天使になんてなりたいとは思わない | 日本テレビ系ドラマ『西遊記』主題歌                                              |
| 1994年 | 100万光年の彼方                            | 日本テレビ系ドラマ『西遊記』挿入歌                                              |
| 1995年 | We're Alive                                | フジテレビ系『天使のU・B・U・G』オープニングテーマ                              |
| 1995年 | Get the Truth!                             | '95 日本ハムファイターズ イメージソング                                         |
| 1995年 | Starting Over                              | 日本テレビ系『紳助のサルでもわかるニュース』エンディングテーマ                  |
| 1996年 | 涙・抱きしめて                             | 日本テレビ系水曜ドラマ『奇跡のロマンス』挿入歌                                  |
| 1996年 | 涙を味方にして                             | テレビ東京『P-Walker』エンディングテーマ                                        |
| 1997年 | answer                                     | TBS系『ブロードキャスター』エンディングテーマ                                   |
| 1998年 | STILL ALONE                                | フジテレビ系木曜劇場『甘い結婚』挿入歌                                          |
| 1999年 | Imaginary Girl                             | テレビ東京系アニメ『A.D.POLICE』オープニングテーマ                              |
| 2000年 | RUN FOR…                                   | テレビ東京系『愛の貧乏脱出大作戦』エンディングテーマ                            |
| 2002年 | 風の彼方に〜Live.believe the future〜      | テレビ朝日系『さまぁ〜ずと優香の怪しい××貸しちゃうのかよ!!』エンディングテーマ  |
| 2007年 | ACTIVE BOY                                 | 「ROBO-ONE」2007年度テーマソング                                                |
| 2010年 | Strato Stars〜成層圏の瞳〜TRUTH MIX        | 「ROBO-ONE」宇宙大会公式テーマソング                                            |
| 2012年 | 零時の扉 (松本零士のテーマ)                | 「零士ワールドサミット」テーマソング                                            |
| 2016年 | カギかけロックの唄                         | 公益財団法人・全国防犯協会連合会推薦曲                                          |

## 出演
infixがレギュラーをつとめた番組。
※いずれもメインパーソナリティーは長友仍世

### パジャマプレス
「FMナイトストリート～パジャマプレス」（JFN Bライン）月曜日担当
1992年4月～1994年3月
- 12時台（FM群馬、FM三重のみネット）
  - 《わくわく成仏ランド》リスナーの周りの変なヤツを紹介する（のち、1時台へ移動）
- 1時台
  - 《パジャマ通信》リスナーの日常の出来事などを紹介する
  - 《田舎自慢》地方リスナーの田舎ならではの出来事などを紹介する
  - 《こちら110番》リスナーの非日常的な出来事を、110番通報風に紹介。元は大牟田市の地方紙「有明新報」の中の“こんな110番通報がありました”というコーナー。番組内で紹介した際に好評だった為、“パジャマプレス版こちら110番”としてコーナー化された
  - 《ウクレレDE校歌》リスナーの学校の校歌をinfixが自らのウクレレ伴奏で歌う

### ラジ王
「長友仍世のラジ王」（JFN Aライン）月曜日担当 1994年4月～1995年2月
通常のコーナー
- 1時台
  - ラジ王MONDAY'S CLUB
  - ラジマン普及委員会
- 2時台
  - 世界は成敗成敗
- 企画コーナー
  - “東京大中継”（1994年6月20日放送）

「パジャマプレス」時代好評だった「おじゃまプレス」を踏襲した中継企画。中継メンバーは、大神、野間口の年下コンビにシャ乱Qのつんく、そしてTOSHI（X JAPAN）の実兄・出山謙一を加えた4名。本来は、中継各所でお宝を隠してリスナーに探させるという企画であったが、スタジオからの指示でつんくが青山霊園で墓石に足をかけて「上・京・物・語」を歌ったり、書店で「エロ本を下さい」と言わせたりと、ハチャメチャな中継となった。出山がエロ本、つんくがホモ雑誌を購入。「ラジ王」への改編以降おとなしめであった長友が、この放送を機に「パジャマプレス」のノリを取り戻した。

### ナンスル
infixのナントカ・スルメディア（JFN）